# Csucsi
Csucsi (egyszerűsített kínai írással: 诸暨, pinjin: Zhūjì) város Kínában, Csöcsiang tartományban. Lakosainak száma 1 218 072 fő (2020).

## Népesség
| 2010 | 1 157 938 |
| 2020 | 1 218 072 |

## Testvérvárosok
- Nikaho
- Verona
- Szumi